# Hóremahet

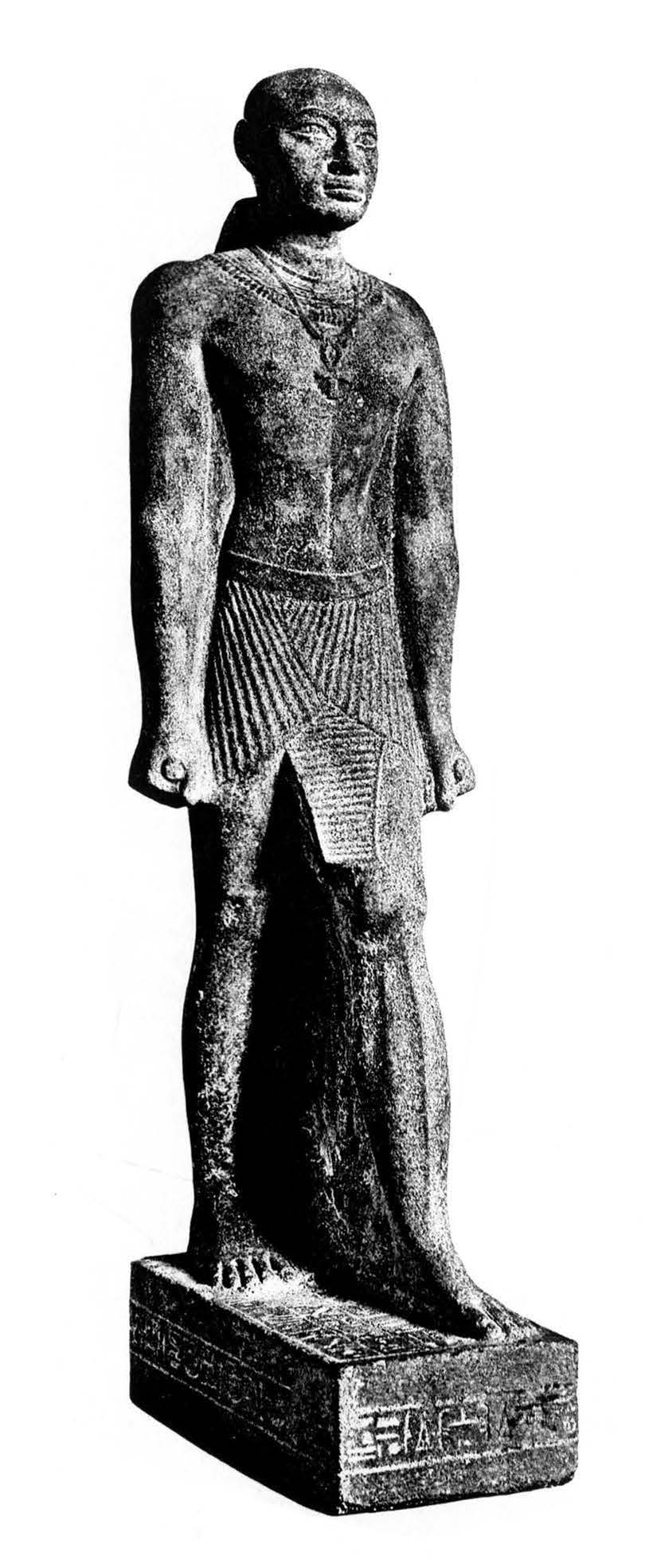
Hóremahet szobra (CG 42204)

Hóremahet ókori egyiptomi herceg és főpap volt, Ámon thébai főpapja a XXV. dinasztia idején.
Sabaka fáraó és talán Tabekenamon királyné fiaként született. Apja nevezte ki Ámon thébai főpapjává, ezt a pozíciót Taharka és Tanutamani uralkodása alatt is betöltötte. Közvetlen elődje nem ismert, lehetséges, hogy a főpapi pozíciót már évtizedek óta nem töltötte be senki; az egykor igen nagy hatalmat jelentő cím ekkorra rég elvesztette egykori jelentőségét, és az Ámon-papságban betöltött legfontosabb pozíció az Ámon isteni felesége lett (ezt a pozíciót Hóremahet idejében II. Sepenupet, majd I. Amenirdisz töltötte be).
Hóremahet főleg szobráról ismert, melyet a karnaki templomban találtak, az úgynevezett karnaki rejtekhelyen. A szobrot korábban a kairói Egyiptomi Múzeum őrizte (CG 42204 / JE 38580), ma Asszuánban, a Núbiai Múzeumban található. A szobor felirata így említi: „Sabaka király fia, az igaz hangú [=elhunyt], akit a király szeret, Taharka király egyedüli bizalmasa, az igaz hangú, Felső- és Alsó-Egyiptom királya, Tanutamani palotájának igazgatója, örökké éljen.”
Figyelemre méltó, hogy ezen a feliraton Sabataka – az uralkodó, aki a sokáig elfogadott kronológia szerint Sabaka és Taharka között uralkodott – nem szerepel. Ez a felirat is azon jelentős bizonyítékok közé tartozott, melyek alapján a hagyományos kronológiát 2015-ben megváltoztatták; mostanra elfogadott, hogy Sabaka Sabatakát követte a trónon.
Hóremahetet halála után fia, Hórhebi követte a főpapi pozícióban. Hórhebi volt a főpap, amikor Ámon isteni felesége örökösévé fogadta I. Nitókriszt, illetve amikor I. Pszammetik megalapította a XXVI. dinasztiát.

## Fordítás
- Ez a szócikk részben vagy egészben  a   Haremakhet című angol Wikipédia-szócikk ezen változatának fordításán alapul.  Az eredeti cikk szerkesztőit annak laptörténete sorolja fel. Ez a jelzés csupán a megfogalmazás eredetét és a szerzői jogokat jelzi, nem szolgál a cikkben szereplő információk forrásmegjelöléseként.